# جمعية مربي القطط الأمريكيين
جمعية مربي القطط الأمريكيين (بالإنجليزية: American Cat Fanciers Association)‏، هي منظمة أمريكية غير حكومية تأسست في عام 1955. والغرض منها التعزيز والتشجيع على الرعاية بالقطط المنزلية والقطط الأصيلة بشكل خاص، وتعد هذه الجمعية واحدة من أكبر منظمات الرعاية بالقطط في العالم. كما تنظم العديد من معارض القطط وتقدم خلالها جوائز ACFA لأجمل القطط الأصيلة.